# كايو روكي
كايو روكي هو لاعب كرة قدم برازيلي، ولد في 9 يناير 2002. لعب مع لوميل يونايتد.